# Ahmad Schamlou

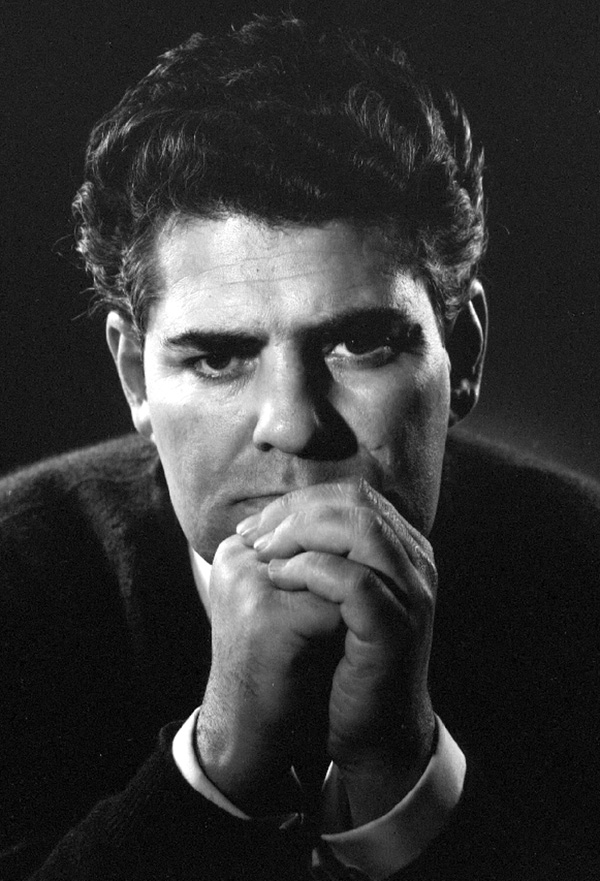
Ahmad Schamlou

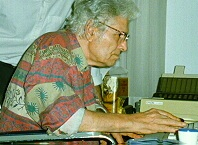
Ahmad Shamlou beim Schreiben

Ahmad Schamlou (englisch Ahmad Shamlou, persisch احمد شاملو Ahmad Schāmlu, DMG Aḥmad-e Šāmlū), Pseudonym: A. Bamdad (persisch الف. بامداد, ‚A. Morgen‘) (* 12. Dezember 1925 in Teheran; † 24. Juli 2000 in Karadsch) war ein persischer Dichter, der im Jahr 1999 den Stig-Dagerman-Preis erhielt.

## Leben
- Frühe Jahre und politische Verfolgung Bereits im Alter von siebzehn Jahren wurde Shamlou aufgrund politischer Aktivitäten für drei Monate inhaftiert. Nach dem durch die CIA unterstützten Staatsstreich im Iran im Jahr 1953, der zum Sturz der Regierung Mohammad Mossadegh führte, wurde Shamlou erneut verhaftet. Seine bis dahin veröffentlichten Werke wurden verboten und öffentlich verbrannt. Zwei seiner unveröffentlichten Manuskripte wurden bei der Beschlagnahme zerstört und gingen unwiederbringlich verloren. Während seiner Haftzeit verfasste Shamlou unter anderem Schriften zu den Gesetzmäßigkeiten der persischen Sprache. Nach rund eineinhalb Jahren Gefangenschaft wurde er freigelassen.[1]

- Literarische Arbeit und internationale Anerkennung (1954–1979) In den Jahren nach seiner Freilassung widmete sich Shamlou intensiv der Forschung über klassische iranische Dichter wie Hafes. Zur Finanzierung seines Lebensunterhalts versuchte er sich auch erfolglos im Filmgeschäft; über diese Arbeiten sagte er später selbst ironisch: Bitte nennt sie nicht Filme. Ab 1972 erhielt Shamlou Einladungen von ausländischen Universitäten in Rom, Boston, Berkeley und Princeton, wo er an Lesungen und Konferenzen teilnahm. Nach einer dreimonatigen Reise durch die USA kehrte er kurzzeitig in den Iran zurück. Aus Protest gegen die damalige politische Situation verließ er den Iran jedoch erneut in Richtung USA, wo er mehrere Vorträge an Universitäten hielt. Anschließend verbrachte er ein Jahr in London und war dort als Herausgeber der Zeitschrift Iran Shahr tätig.[1][2]

- Nach der Islamischen Revolution Kurz nach dem Sieg der Islamischen Revolution kehrte Shamlou 1979 in den Iran zurück. 1980 begann er mit der Herausgabe einer Wochenzeitschrift, deren Publikation jedoch bereits vor der vierzigsten Ausgabe eingestellt werden musste. Ab 1983 wurde ein weitreichendes Publikationsverbot für seine Werke verhängt. Trotz dieser Zensur blieb Shamlou literarisch aktiv, verfasste weiterhin Gedichte und setzte seine Übersetzungsarbeit fort. Eine Lockerung des Publikationsverbots erfolgte 1993, wonach seine Werke wieder eingeschränkt veröffentlicht werden durften.[1]

Zwischen 1988 und 1991 verbrachte Shamlou erneut Zeit im Ausland. Er nahm an zahlreichen Konferenzen und Lesungen in Deutschland, Schweden und den USA teil und unterrichtete ein Jahr lang persische Literatur an der University of California, Berkeley. Trotz der anhaltend schwierigen politischen Lage kehrte er 1991 in den Iran zurück, da er die Trennung von seiner Heimat nicht länger ertragen konnte. Er verließ das Land danach nicht mehr.

## Wirken
Er hat die persische, moderne Dichtung und vor allem das als weiße Dichtung bekannte Genre besonders weiterentwickelt.
Von ihm sind auch Übersetzungen von vor allem der Poesie (z. B. Werke von Federico García Lorca und Jacques Prévert und Margot Bickel) und insbesondere der Erzählung Der kleine Prinz ins Persische bekannt.
Er gilt als eine der prägendsten Figuren der modernen persischen Dichtung und war ein wichtiger Vertreter der sogenannten „Neuen Poesie“ (persisch شعر نو, DMG še‘r-e nau) in Iran. Seine Werke wurden in über zehn Sprachen, darunter auch ins Deutsche, übersetzt. Im Laufe seines Lebens veröffentlichte er mehr als 70 Bücher.

## Werke (Auswahl von Gedichtbänden)
- Forgotten Melodies (1948)[4]
- Steel and Emotion (1954)
- Fresh Air (Frische Luft), Teheran 1958
- Garden of Mirrors (1961)
- Aida in the Mirror (1965)
- Aida, Tree, Dagger, and Memories (1966)
- Phoenix in the Rain (1967)
- Dust Elegies (1970)
- Blossoming in the Fog (1971)
- Abraham in the Fire (1973)
- Dagger in the Dish (Dolch auf dem Teller), Teheran 1977
- Tale of Mother Sea's Daughters (1978)